# Conte Roberts
Conte Roberts è un titolo nobiliare inglese, che rende Pari del Regno Unito.

## Storia

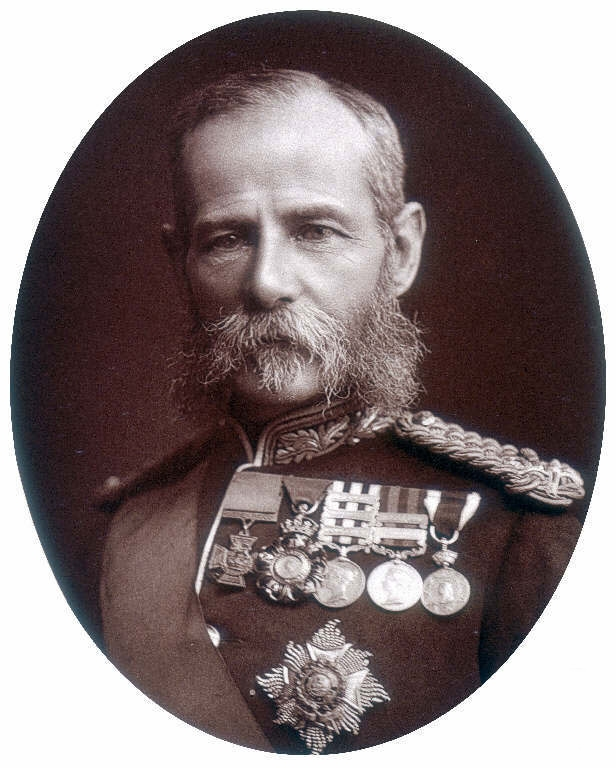
Frederick Roberts, I conte Roberts.

Conte Roberts, di Kandahar in Afghanistan e Pretoria nel Transvaal e nella città di Waterford, fu un titolo creato nel 1901 per il Feldmaresciallo Frederick Roberts, I barone Roberts. Egli aveva già ottenuto il titolo di Barone Roberts di Kandahar, in Afghanistan, e della città di Waterford, nel 1892, ed era stato nominato Visconte St Pierre. La baronia venne creata come trasmissibile agli eredi maschi mentre il titolo di visconte e conte passarono per diritti speciali alle eredi femmine dal momento che entrambi i suoi figli precedettero il primo detentore nella morte. Come tale alla morte di Lord Roberts nel 1914 il titolo baronale si estinse e sua figlia primogenita divenne la seconda contessa. Questa morì senza essersi mai sposata e venne succeduta dalla sorella minore, la terza contessa, alla morte della quale nel 1955 il titolo si estinse.
Sir Abraham Roberts, padre del primo conte, fu anch'egli un noto soldato distinto.

## Conti Roberts (1901)
- Frederick Sleigh Roberts, I conte Roberts (1832–1914)
- Aileen Mary Roberts, II contessa Roberts (1870–1944)
- Ada Edwina Stewart Lewin, III contessa Roberts (1875–1955)